# Loxaspilates lutea
Loxaspilates lutea är en fjärilsart som beskrevs av Thierry-mieg 1916. Loxaspilates lutea ingår i släktet Loxaspilates och familjen mätare. Inga underarter finns listade i Catalogue of Life.